# Origine di replicazione
L'origine di replicazione è una particolare sequenza di DNA presso cui viene iniziata la replicazione del DNA. La replicazione del DNA procede poi da questo punto in senso bidirezionale o unidirezionale.
La struttura specifica dell'origine di replicazione può variare notevolmente tra le diverse specie, ma conserva alcune caratteristiche comuni, tra cui quella di essere ricca in adenina e timina. L'origine di replicazione lega il complesso di pre-replicazione, un complesso proteico che riconosce, apre ed inizia a copiare il DNA.
Il termine oriC è solitamente utilizzato per identificare le sequenze contenenti origini di replicazione, in particolare quelle procariotiche.

## Tipi
1. i procarioti presentano solitamente un singolo cromosoma circolare e, tipicamente, una singola origine di replicazione.
2. gli eucarioti hanno invece spesso diverse origini di replicazione su ogni cromosoma; la presenza di numerose origini di replicazione permette di velocizzare la duplicazione dei genomi che, solitamente, sono più ampi. Il segmento di DNA copiato a partire da un'unica origine di replicazione è detto replicone.

### Nei procarioti
L'origine di replicazione di Escherichia coli, nota come oriC, consiste di tre ripetizioni di una sequenza di tredici nucleotidi (siti DUE) seguite da cinque ripetizioni di una sequenza di nove (siti R). La DnaA è una proteina deputata al riconoscimento e al legame alle ripetizioni da nove, legame che induce l'avvolgimento del DNA intorno alla proteina stessa a formare un core proteico. Questo avvolgimento favorisce l'accessibilità alla regione ricca in AT (presente nelle ripetizioni da tredici), permettendo così ad enzimi ed altri fattori di legarsi ed avviare la replicazione.
Sono presenti siti di legame per FIS e IHF, e undici sequenze GATC sensibili alla metilasi Dam.

### Negli eucarioti
Le origini di replicazione eucariotiche meglio caratterizzate sono quelle del lievito Saccharomyces cerevisiae. Identificate originariamente per la loro abilità di favorire la replicazione di mini-cromosomi e di plasmidi, esse furono chiamate autonomously replicating sequences (ARS, dall'inglese sequenze replicanti autonomamente). Ognuna consiste di una breve regione essenziale (~11 bps), detta ARS consensus sequence (o ACS) in grado di reclutare le proteine necessarie alla replicazione.
Negli altri eucarioti le origini di replicazione sono estremamente variabili. Nonostante tali differenze, tutte sono in grado di reclutare un set di proteine note complessivamente come complesso di pre-replicazione (pre-RC):
1. anzitutto, il DNA è legato dall'origin recognition complex (ORC) che, con il supporto di due fattori proteici, Cdc6 e Cdt1, si associa al complesso del mini chromosome maintenance (MCM);
2. una volta assemblato, questo complesso di proteine segnala che l'origine di replicazione è pronta ad essere attivata;
3. in breve tempo, viene avviata la replicazione.

Nei metazoi, la formazione del pre-RC è inibita dalla proteina geminina, che lega ed inattiva Cdt1. La regolazione della replicazione è importante per evitare che il DNA sia replicato più di una volta per ogni ciclo cellulare.
Nell'uomo la prima origine di replicazione è stata identificata sul cromosoma 19 presso il gene della Lamina B2 ed è stata dettagliatamente studiato il suo ORC.